# Сигма Персея
Сигма Персея (σ Персея, Sigma Persei, σ Persei, сокращ. Sigma Per, σ Per) — звезда в северном созвездии Персея. Сигма Персея также находится в области массивных звёзд, хотя звезда вряд ли связана со скоплением Альфа Персея (которое находится на расстоянии 557−650 св. лет), а также другими скоплениями соседних массивных звёзд. Сигма Персея имеет видимую звёздную величину +4.36m, и, согласно шкале Бортля, видна невооружённым глазом даже на городском небе (англ. City sky).
Из измерений параллакса, полученных во время миссии Hipparcos, известно, что звезда удалена примерно на 360 св. лет (110 пк) от Земли. Звезда наблюдается севернее 43° ю. ш., то есть видна севернее Тасмании, севернее о. Южный (Новая Зеландия), севернее о. Чилоэ (Чили) и севернее провинции Чубут (Аргентина). Лучшее время для наблюдения — ноябрь.
Средняя пространственная скорость Сигма Персея имеет компоненты (U, V, W)=(-10.9, 11.4, 7.1), что означает U=−10,9 км/с (движется по направлению от галактического центра), V=11,4 км/с (движется в направлении галактического вращения) и W=7,1 км/с (движется в направлении галактического северного полюса). Галактическая орбита Сигма Персея находится на расстоянии от 28 903 св. лет до 34 034 св. лет от центра Галактики.
Сигма Персея движется довольно быстро относительно Солнца: её радиальная гелиоцентрическая скорость равна 16 км/с, что составляет 160 % от скорости местных звёзд Галактического диска, а также это значит, что звезда удаляется от Солнца. Сигма Персея приближалась к Солнцу на расстояние 202 св. лет 5,1 млн. лет назад, когда яркость звезды достигала величины +3,11m (то есть почти как у Талиты Северной A сейчас). По небосводу звезда движется на северо-восток.

## Имя звезды
Сигма Персея (латинизированный вариант лат. Sigma Persei) является обозначением Байера, данным им звезде в 1603 году. Звезда имеет обозначение η (Сигма — 18-я буква греческого алфавита), однако, сама звезда — 25-я по яркости в созвездии. 35 Персея (латинизированный вариант лат. 35 Persei) является обозначением Флемстида.
Сигма Персея вместе с Дельта Персея, Пси Персея, Эта Персея, Альфа Персея и Гамма Персея составляют астеризм Сегмент Персея.

## Свойства звезды
Сигма Персея — оранжевый гигант спектрального класса K3III, что указывает на то, что водород в ядре звезды уже закончился и звезда сошла с главной последовательности.
Масса звезды 1,32 {\displaystyle M_{\bigodot }} и судя по ней звезда родилась как карлик главной последовательности спектрального класса FТаблицы VII и VIII. Её радиус тогда оценивался в 1,34 {\displaystyle R_{\bigodot }}, а светимость в 5,75 {\displaystyle L_{\bigodot }}. Для того, чтобы планета, аналогичная нашей Земле, получала примерно столько же энергии, сколько она получает от Солнца, её тогда надо было бы поместить на расстоянии 2,4 а.е., то есть во внутреннюю части главного пояса астероидов, а более конкретно на орбиту астероида Массалия, чья большая полуось орбиты равна 2,4 а.е. Причём с такого расстояния тогда Сигма Персея выглядела бы на почти на 40 % меньше нашего Солнца, каким мы его видим с Земли — 0,30° (угловой диаметр нашего Солнца — 0,5°).
В связи с высокой светимостью звезды её радиус может быть измерен непосредственно, и первая такая попытка была сделана в 1922 году. Данные об этом измерении приведены в таблице:
| Год  | m    | Спектр | D (mas) | Rабс ({\displaystyle R_{\bigodot }}) | Комм.  |
| 1922 | 4.55 | K0     | 5.4     | 22                                   | [ 15 ] |
| 1969 | 4.47 | K3III  | 4.1     | 28                                   | [ 16 ] |

Однако, её радиус в настоящее время оценивается в 36,89 {\displaystyle R_{\bigodot }}. Данные о радиусе, светимости и т. д. были приведены в литературе по результатам различных исследований, однако в 2016 году вышел второй набор данных миссии Gaia (англ. Data Release 2, DR2). Данные об этих измерениях приведены в таблице:
| Время      | {\displaystyle R_{\bigodot }} | {\displaystyle L_{\bigodot }} | Teff (К)               |
| до 2016    | 36.89                         | 368                           | 4165                   |
| после 2016 | 35,05+1,84 −6,94              | 349,484 ± 9,913               | 4215,33+491,42 −106,33 |

Как видно, эти данные почти не отличаются, единственное на что можно обратить внимание это на то, что измеренный радиус звезды составляет 0,16 а.е.
Звезда излучает энергию со своей внешней атмосферы при эффективной температуре около 4165 К, что придаёт ей характерный оранжевый цвет звезды спектрального класса K. Звезда идентифицирована как инфракрасный источник. Звезда имеет поверхностную гравитацию 1,46 СГС или 0,29 м/с2, то есть в 950,06 раз ментше, чем на Солнце (274,0 м/с2). Подобное значение поверхностной гравитации указывает на огромный радиус звезды, который увеличился, в процессе эволюции звезды.
Звезды, имеющие планеты, имеют тенденцию иметь большую металличность по сравнению Солнцем, однако Сигма Персея имеет значение металличности значительно меньшую, чем на Солнце −0,2, то есть 63 % от солнечного значения, что позволяет предположить, что звезда «пришла» из других областей Галактики, где было меньше металлов, и рождено в молекулярном облаке благодаря менее плотному звёздному населению и малому количеству сверхновых звёзд.
Сигма Персея вращяется со скоростью в 2 раза меньше солнечной и равной менее 1,0 км/с, что даёт период вращения звезды, по крайней мере, — 1918,3 дней или ~5,3 года. Возраст звезды Сигма Персея точно не определён, но известно, что звёзды с массой 1,32 {\displaystyle M_{\bigodot }} живут порядка 4,6 млрд. лет и это значит, что очень скоро Сигма Персея закончит свою жизнь, сбросит внешние оболочки, и станет довольно обычным белым карликом.
Сигма Персея демонстрирует переменность: во время наблюдений яркость звезды колеблется на 0,05m, изменяясь в пределах от 4,33m до 4,38m, но без какой-либо периодичности, тип переменной также не установлен. Звезда имеет обозначение характерное для переменных звёзд NSV 1167.

## Планетная система
Сигма Персея имеет одну подтверждённую планету, газовый гигант с обозначением Сигма Персея b. Планета обращается вокруг родительской звезды за 1,6 года на расстоянии 1,8 а.е. Её приблизительная масса составляет от 5,5 до 7,5 массы Юпитера.